# Charles Musonda
Charles Musonda, dit Charly Musonda, né le 22 août 1969 à Mufulira, est un footballeur international zambien, qui évoluait comme milieu de terrain. Il joue dix saisons au Sporting d'Anderlecht, un des grands clubs belges, remportant de nombreux titres. Il souffre toute sa carrière de blessures à répétitions aux genoux, et en 1998, il doit arrêter le football professionnel à la suite de cela. Depuis, il est entraîneur des équipes de jeunes d'Anderlecht et responsable du matériel pour l'équipe première.

## Carrière

### Débuts en Zambie
Charles Musonda commence à jouer au football dans le club de sa ville natale, les Mufulira Wanderers. Il rejoint l'équipe première en 1985, alors qu'il n'a que 16 ans, et joue son premier match international le 19 novembre 1985, à Kinshasa, face à l'équipe locale du Zaïre. L'équipe zambienne compte dans ses rangs des joueurs comme Kalusha Bwalya, Ashious Melu ou encore David Chabala, mais il trouve rapidement sa place et devient un titulaire indiscutable en milieu de terrain. Lors de la Coupe d'Afrique des nations 1986, il joue le premier match de la compétition perdu face au Cameroun, mais une blessure met un terme prématuré à son tournoi. Néanmoins, il est transféré par le club belge du Cercle de Bruges durant l'été 1986, où son compatriote et coéquipier en équipe zambienne Kalusha Bwalya était arrivé en décembre 1985. L'équipe belge débourse seulement 25 000 $ pour s'offrir ses services.

### Arrivée en Belgique
Arrivé en Belgique, les médecins repèrent qu'il a une jambe légèrement plus courte que l'autre, ce qui lui causait des problèmes récurrents dans la pratique du football mais n'avait pas été détecté par en Zambie. Musonda se fait confectionner des chaussures spéciales pour jouer au football en comblant son handicap. Il reste une saison à Bruges, et est ensuite transféré par le grand club bruxellois, le Sporting d'Anderlecht. Bien qu'il ne soit âgé que de 18 ans lorsqu'il arrive au Sporting, il s'impose rapidement dans l'équipe et en devient un des joueurs de base. Lors de ses deux premières saisons à Anderlecht, il remporte deux fois la Coupe de Belgique, en 1988 et 1989, à chaque fois face au Standard de Liège, et sur le même score de 2 buts à 0.

### Titres nationaux avec Anderlecht
En 1990, Musonda participe à la finale de la Coupe des vainqueurs de Coupe, et malgré une prestation de haute volée, son équipe doit s'incliner après prolongations face à la Sampdoria. L'année suivante, il remporte pour la première fois le titre de champion de Belgique. Cette saison est aussi la dernière durant laquelle il est titulaire au milieu du terrain. Miné par des blessures, et face à la concurrence de nouveaux joueurs, il passe ensuite plus de temps sur le banc ou à l'infirmerie que sur le terrain. Il fait toujours partie de l'équipe qui décroche trois titres consécutifs en 1993, 1994 et 1995, mais ne joue que rarement.

### Fin de carrière
En 1996, Charly Musonda a déjà subi sept opérations du genou, ce qui lui font penser à arrêter le football. N'entrant plus dans les plans du club bruxellois, il est prêté au club américain des Sacramento Scorpions, qui évolue dans une ligue mineure aux États-Unis. Là-bas, il retrouve le terrain et en fin de saison, son contrat terminé, il quitte Anderlecht pour rejoindre Energie Cottbus, en 2. Bundesliga. Malheureusement pour lui, il est de nouveau grièvement blessé, et doit cette fois mettre un terme définitif à sa carrière, sans avoir joué un match pour l'équipe allemande. Il revient alors à Anderlecht entraîner des équipes de jeunes. Très estimé par la direction du club, il est également responsable du matériel pour l'équipe première. Après un passage à La Gantoise, où il est quelque temps entraîneur adjoint, il revient une nouvelle fois à Anderlecht en 2004.

### Parcours en équipe nationale
Charly Musonda est repris pour participer aux Jeux Olympiques de Séoul en 1988. Après un match nul face à l'Irak, la Zambie atomise l'Italie et le Guatemala 4 buts à 0, et termine en tête de son groupe. C'est la première fois qu'un pays africain atteint les quarts de finale des Jeux, mais l'Allemagne s'avère trop forte et élimine les zambiens de la compétition. Durant le tournoi, il joue à un très haut niveau, et attire sur lui les regards de la presse et d'autres clubs européens, qui le considèrent comme un des joueurs les plus doués de sa génération. Mais il décide de rester à Anderlecht et refuse les sollicitations. 
Musonda joue régulièrement pour la Zambie, mais ses nombreuses blessures limitent ses apparitions. Certains fans zambiens lui reprocheront d'ailleurs de favoriser son club à son pays, ce qui est très mal vécu là-bas. Le 28 avril 1993, la Zambie doit jouer un match de qualification pour la Coupe du monde 1994 au Sénégal. Charly Musonda est convoqué pour y participer, mais à la demande du manager général d'Anderlecht, Michel Verschueren, il décline l'invitation pour jouer un match important en championnat le week-end. Cette défection lui sauvera la vie. L'avion transportant l'équipe zambienne jusqu'au Sénégal s'écrase en mer au large de Libreville, tuant tous les occupants de l'appareil. Traumatisé par le crash, il décide de ne plus jamais jouer pour la Zambie, ce qui provoque le mécontentement des supporters zambiens.
Néanmoins, il revient sur sa décision en octobre pour participer au match décisif face au Maroc. Il monte au jeu en cours de match, et malgré un manque de forme évident, il est sur le point d'inscrire le but égalisateur décisif pour la qualification dans les arrêts de jeu. Il reçoit un coup au visage dans le rectangle adverse au moment où il tire, et bien qu'il ait perdu une dent, l'arbitre refuse d'accorder un penalty aux joueurs zambiens, qui s'inclinent 1 but à 0 et sont éliminés. Ce sera le dernier match de Musonda en équipe nationale. En novembre 1995, le sélectionneur Roald Poulsen le convoque pour disputer un tournoi en Afrique du Sud, mais il doit renoncer à la suite d'une rechute d'une blessure au genou. En janvier 1998, alors qu'il a déjà mis un terme à sa carrière, il est tout de même rappelé pour participer à un match décisif pour la qualification pour la Coupe du monde 1998. Mais à cause d'un désaccord avec Kalusha Bwalya, il déclare avoir un muscle déchiré et ne prend pas part au match.

### Vie privée
Charles Musonda a trois enfants, qui jouent tous les trois au football dans les équipes de jeunes de Chelsea : Lamisha, né en 1992, Tyka, né en 1994, et Charles Jr, né en 1996. Lamisha et Tyka ont signé leur premier contrat professionnel pour Anderlecht en juillet 2010 et ont signé à Chelsea en 2012, alors que Charles Jr a signé son premier contrat pour Chelsea en 2013.

### Palmarès
- 4 fois champion de Belgique en 1991, 1993, 1994 et 1995 avec Anderlecht.
- 2 fois vainqueur de la Coupe de Belgique en 1988 et 1989 avec Anderlecht.
- Vainqueur de la Supercoupe de Belgique en 1993 avec Anderlecht.
- Finaliste de la Coupe des vainqueurs de Coupe en 1990 avec Anderlecht.